# Campeonato Acreano Segunda Divisão 2011
In 2011 werd het vierde Campeonato Acreano Segunda Divisão gespeeld voor clubs uit de Braziliaanse staat Acre. De competitie werd georganiseerd door de FFA en werd gespeeld van 16 juli tot 27 augustus. Het was de eerste keer sinds 1977 dat de competitie gespeeld werd. Andirá werd kampioen.

## Eerste fase
| Plaats | Club          | Wed. | W | G | V | Saldo | Ptn. |
| ------ | ------------- | ---- | - | - | - | ----- | ---- |
| 1.     | Amax          | 5    | 3 | 1 | 1 | 6:3   | 10   |
| 2.     | Andirá        | 5    | 3 | 0 | 2 | 14:10 | 9    |
| 3.     | Acriano       | 5    | 3 | 0 | 2 | 10:8  | 9    |
| 4.     | Galvez        | 5    | 3 | 0 | 2 | 11:10 | 9    |
| 5.     | Vasco da Gama | 5    | 2 | 1 | 2 | 10:6  | 7    |
| 6.     | São Franciso  | 5    | 0 | 0 | 5 | 4:1   | 0    |

|  | Geplaatst voor tweede fase |

## Tweede fase
In geval van gelijkspelt wint de club met het beste resultaat in de reguliere competitie. 
|  | halve finale | halve finale | halve finale | halve finale |  |        | finale | finale | finale | finale |
|  |              |              |              |              |  |        |        |        |        |        |
|  |              |              |              |              |  |        |        |        |        |        |
|  | Andirá       | 1            |              | 1            |  |        |        |        |        |        |
|  | Acriano      | 1            |              | 1            |  |        |        |        |        |        |
|  |              |              |              |              |  | Andirá | 2      | 2      | 4      |        |
|  |              |              |              |              |  | Galvez | 1      | 1      | 2      |        |
|  | Amax         | 2            |              | 2            |  |        |        |        |        |        |
|  | Galvez       | 4            |              | 4            |  |        |        |        |        |        |

Details finale
|                   |                 |       |                            |                                                 |
| 24 augustus 16:00 | Galvez          | 1 – 2 | Andirá                     | Estádio Florestão, Rio Branco Toeschouwers: 194 |
| 24 augustus 16:00 | Esquerdinha 58' |       | 38' João Paulo 48' Eduardo | Estádio Florestão, Rio Branco Toeschouwers: 194 |

|                   |                            |       |          |                                                 |
| 27 augustus 08:00 | Andirá                     | 2 – 1 | Galvez   | Estádio Florestão, Rio Branco Toeschouwers: 114 |
| 27 augustus 08:00 | Kinho 90+12' Sandro 90+29' |       | 55' Joel | Estádio Florestão, Rio Branco Toeschouwers: 114 |

### Kampioen
| Campeonato Acreano de 2011 - Segunda Divisão |
| Acre                                         |
| -------------------------------------------- |
| ANDIRÁ Kampioen (1° titel)                   |